# Eucyclops birmanus
Eucyclops birmanus – gatunek widłonoga z rodziny Cyclopidae. Nazwa naukowa gatunku została po raz pierwszy opublikowana w 1949 roku przez szwedzkiego zoologa Knuta Lindberga.